# باولو بريجوليا
باولو بريجوليا (بالإيطالية: Paolo Briguglia)‏ هو ممثل إيطالي، ولد في 27 مايو 1974 بباليرمو في إيطاليا.

## وصلات خارجية
- باولو بريجوليا على موقع IMDb (الإنجليزية)
- باولو بريجوليا على موقع ألو سيني (الفرنسية)
- باولو بريجوليا على موقع أول موفي (الإنجليزية)
- باولو بريجوليا على موقع قاعدة بيانات الأفلام السويدية (السويدية)
- باولو بريجوليا على موقع ديسكوغز (الإنجليزية)
- باولو بريجوليا على موقع قاعدة بيانات الفيلم (الإنجليزية)
- باولو بريجوليا على موقع كينوبويسك (الروسية)